# ヴィルジニー・ルドワイヤン
ヴィルジニー・ルドワイヤン（Virginie Ledoyen, 1976年11月15日 - ）はフランス出身の女優である。

## プロフィール
オーベルヴィリエ出身。祖母は舞台女優だった。子供のころからモデルとして広告やCMに登場。また、演劇学校にも通い、1991年にデビューした。1998年シュザンヌ・ビアンケッティ賞を受賞。
フランス映画だけでなく、ハリウッド映画やアジア映画にも出演している。また、2002年から2005年まで、ロレアルのモデルであった。
パートナーとの間に女の子が一人いる。2010年には喜劇俳優アリエ・エルマレ（ガッド・エルマレの弟）との間に息子が生まれた。

## 主な出演作品
| 公開年 | 邦題 原題 | 役名                 | 備考                                                                                                  |
| ------ | --- | -------------------- | --- |
| 1987   | 蒼い衝動 Les exploits d'un jeune Don Juan                                                                            | ベルト               | |
| 1993   | メランコリー Les Marmottes                                                                                           | サマンサ             | |
| 1994   | 冷たい水 L'eau froide                                                                                                | カトリーヌ           | 日本ではBlu-ray化のみ。                                                                               |
| 1995   | シングル・ガール La Fille seule                                                                                      | ヴァレリー           | |
| 1995   | 沈黙の女/ロウフィールド館の惨劇 La Cérémonie                                                                         | メリンダ             | |
| 1996   | カップルズ 麻將 | マルト               | |
| 1997   | プレイバック Héroïnes                                                                                                | ジョアンナ           | |
| 1998   | ジャンヌと素敵な男の子 Jeanne et le garçon formidable                                                                | ジャンヌ             | |
| 1998   | シャンヌのパリ、そしてアメリカ A Soldier's Daughter Never Cries                                                      | ブノワの母           | |
| 1998   | 8月の終わり、9月の初め Fin août, début septembre                                                                     | アンヌ               | 日本ではBlu-ray化のみ。                                                                               |
| 1998   | 天使の肉体 En plein coeur                                                                                            | セシル               | 日本ではVHSスルー。                                                                                   |
| 2000   | ザ・ビーチ The Beach                                                                                                 | フランソワーズ       | |
| 2000   | レ・ミゼラブル Les misérables                                                                                        | コゼット             | テレビ・ミニシリーズ。日本ではNHK-BSで放送された後にDVD化。                                           |
| 2002   | 8人の女たち 8 femmes                                                                                                 | スゾン               | ベルリン国際映画祭 銀熊賞 受賞（8人の女優に対して） ヨーロッパ映画賞 女優賞 受賞（8人の女優に対して） |
| 2003   | ボン・ヴォヤージュ Bon voyage                                                                                        | カミーユ             | |
| 2004   | MOTHER マザー Saint Ange                                                                                             | アンナ               | 日本ではDVD化のみ。                                                                                   |
| 2006   | スパイラル・バイオレンス Bosque de sombras                                                                           | ルーシー             | 日本ではDVD化のみ。                                                                                   |
| 2007   | キッスをよろしく Un baiser s'il vous plaît                                                                           | ジュディス           | 日本では劇場未公開。                                                                                  |
| 2011   | XIII -サーティーン-（シーズン１） XIII: THE SERIES                                                                   | イリーナ             | テレビ・シリーズ。日本ではIMAGICA BSで放送された後にDVD化。                                           |
| 2012   | マリー・アントワネットに別れをつげて Les Adieux à la reine                                                           | ポリニャック伯爵夫人 | |
| 2015   | レイジング・ドッグス Enrages                                                                                         | 旅行客の女性         | 日本ではWOWOWで放送された後にDVD化。                                                                  |
| 2017   | 静かなふたり Droles D'oiseaux                                                                                        | フェリシア           | |
| 2018   | ミルフ Milf | セシル               | 日本ではNetflix配信。                                                                                 |
| 2018   | 家なき子 希望の歌声 Remi Sans Famille                                                                                | ハーパー夫人         | |
| 2019   | セブン・ラビリンス 少女ポリーナと七つの迷宮 Поліна і таємниця кіностудії （Polina and the mystery of a film studio） | 現在のポリーナ       | 日本ではWOWOWで放送された後にDVD化。WOWOW放映時のタイトルは『少女ポリーナと7つの迷宮』                |
| 2020   | そして誰もいなくなった フランス版 Ils Etaient Dix                                                                    |                      | テレビ・シリーズ。日本ではAXNミステリーで放送。                                                       |